# Simon Piesinger
Simon Piesinger (* 13. Mai 1992 in Linz) ist ein österreichischer Fußballspieler.

## Karriere
Der Sohn von Gerald Piesinger begann zusammen mit seinem Zwillingsbruder Markus seine Fußballkarriere beim SK St. Magdalena. In den Jahren 2006 bis 2010 spielte er für die Fußballakademie Linz und für die Jugendmannschaften des LASK. Anschließend wurde er in die Amateurmannschaft des LASK aufgenommen. In seiner ersten Saison wurde Piesinger mit den LASK Juniors Meister der Regionalliga Mitte. In der darauffolgenden Saison wechselte Piesinger zum Stadtrivalen FC Blau-Weiß Linz, wo er zum Stammspieler reifte. Nach einer sehr erfolgreichen Saison wechselte er 2012 zum österreichischen Bundesligisten FC Wacker Innsbruck. Im Sommer 2014 unterschrieb er bei Sturm Graz, bei dem er einen Kontrakt über zwei Jahre plus Option besitzt. Nachdem er sich in der Vorbereitung auf die Frühjahrssaison 2016 einen Kreuzbandriss zugezogen hatte, fiel Piesinger bis zur Sommerpause vor der Spielzeit 2016/17 aus.
Zur Saison 2017/18 wechselte er zum Ligakonkurrenten SCR Altach, bei dem er einen bis Juni 2019 gültigen Vertrag erhielt. Zur Saison 2019/20 wechselte er nach Dänemark zum Randers FC, bei dem er einen bis Juni 2021 laufenden Vertrag erhielt. In Dänemark kam er insgesamt zu 82 Einsätzen für Randers in der Superliga, in denen er vier Tore erzielte.
Zur Saison 2022/23 kehrte Piesinger nach Österreich zurück und wechselt zum Wolfsberger AC, bei dem er einen bis Juni 2025 laufenden Vertrag erhielt.

## Erfolge
- Österreichischer Cupsieger: 2025